# وراق (حرفة)
الوراق هو الرجل الذي يحترف الوراقة، وهي مهنة كانت شائعة في البلاد الإسلامية في العصور الوسطى، وكانت تقوم آنذاك مقام مهنة الطباعة والنشر. تشتمل على أعمال النسخ والتصحيح والتجليد والتصوير والخط والتذهيب وتزويق الكتب وبيع الورق والأحبار وسائر أدوات الكتابة.

## قيمة الوراقة ومنزلتها
وصف الفقيه الشافعي تاج الدين السبكي الوراقة ـ في كتابه «معيد النعم ومبيد النقم» ـ بأنها من أجود الصنائع، لما فيها من الإعانة على كتابة المصاحف وكتب العلم ووثائق الناس وعهدهم، وهي في نظر ابن خلدون من أمهات الصنائع الشريفة في قوله: «وأما الشريفة بالموضع، فكالتوليد والكتابة والوراقة والغناء والطب»، وقد احترف الوراقة كثير من أهل العلم والأدب من المسلمين بسبب شيوع استخدام الورق وكثرة المؤلفات وحرص الناس على تناقلها، وكان الوراق ينتخب الورق وينسخ الكتاب ـ أو يُنسخ تحت إشرافه ـ ويصحح هذا النسخ حتى لا يقع فيه تحريف، ثم يجلده ويبيعه.

## الوراقة في العصر العباسي
تمتعت الوراقة بازدهار كبير في القرن الرابع الهجري، بسبب كثرة ما نُقل وانتُسخ فيه من الكتب والمؤلفات، إلى جانب جودة النسخ والتصحيح والعناية بهما في ذلك العصر، وبلغ عدد حوانيت الوراقين في بغداد في الربع الأخير من القرن الثالث الهجري (التاسع الميلادي) أكثر من مائة حانوت، بل إن أسواقًا كاملة ببغداد تخصصت في الوراقة. وتحولت دكاكين الوراقين إلى مراكز للثقافة وملتقيات للعلماء والأدباء وأهل المعرفة، وقد استعانت دور الكتب العامة أيضًا بالوراقين، بل لقد كان هؤلاء جزءًا مهمًا من هيكل تلك الدور التنظيمي والعلمي، كما كان الحال في بيت الحكمة ببغداد.

## من أشهر الوراقين
يرجح أن يكون لقب «الوراق» قد عُرف منذ عصر الرشيد، أي منذ استعمال الورق في الدواوين والرسائل والكتب لأول مرة، وقد أُطلق هذا اللقب منذ ذلك الحين على عدد من الشخصيات العلمية والأدبية المشهورة، ومن أشهر هؤلاء:
- أبو الحسن علي بن المغيرة الأثرم (توفي 232 هـ)
- علان الشعوبي
- أبو الفضل أحمد بن أبي طاهر طيفور (توفي 280 هـ)
- أبو زكريا يحيى بن عدي بن زكريا المنطقي (توفي 364 هـ/974 م)
- أبو الفرج محمد بن إسحق النديم (توفي 385)، وهو صاحب الفهرست.
- أبو الحسن علي بن أحمد الدريدي